# Air Marshall Islands
«Air Marshall Islands» — авіакомпанія, яка базується у столиці Маршаллових островів Маджуро. Вона є національним авіаперевізником держави, призначена урядом Маршаллових островів. Обслуговує острови Тихого океану. Базовим аеропортом є Міжнародний аеропорт Маршаллових островів.